# دانیل ادسهد
دانیل ادسهد (انگلیسی: Daniel Adshead؛ زادهٔ ۲ سپتامبر ۲۰۰۱) بازیکن فوتبال اهل بریتانیا است.
از باشگاه‌هایی که در آن بازی کرده‌است می‌توان به باشگاه فوتبال روچدیل و باشگاه فوتبال نوریچ سیتی اشاره کرد.
وی همچنین در تیم‌های ملی فوتبال زیر ۱۸ سال انگلستان و زیر ۱۹ سال انگلستان بازی کرده‌است.